# Margarita Nikolajeva
Margarita Nikolajeva Nikolajevna-Petrova (Russisch: Маргарита Николаевна Николаева-Петрова) (Ivanovo, 23 september 1935 - Odessa, 21 december 1993) is een voormalig turnster uit de Sovjet-Unie. Ze vertegenwoordigde haar vaderland op de Olympische Zomerspelen 1960 in Rome.
In 1993 overleed Nikolajeva op 58-jarige leeftijd.

## Resultaten

### Olympische Zomerspelen
| Jaar | Plaats | Resultaten                                                 |
| ---- | ------ | ---------------------------------------------------------- |
| 1960 | Rome   | Team meerkamp · 4e Individuele meerkamp · Sprong · 4e Balk |

### Top scores
Hoogst behaalde scores op mondiaal niveau (Olympische Spelen of Wereldkampioenschap finales).
| Onderdeel            | Score  | Wedstrijd                   | Locatie |
| -------------------- | ------ | --------------------------- | ------- |
| Individuele meerkamp | 75.831 | Olympische Zomerspelen 1960 | Rome    |
| Sprong               | 19.316 | Olympische Zomerspelen 1960 | Rome    |
| Balk                 | 19.183 | Olympische Zomerspelen 1960 | Rome    |